# Тіїт Каллас
Тіїт Каллас (нар. 6 квітня 1943, Таллінн) — естонський письменник.

## Життя і творчість
Тіїт Каллас відвідував Талліннську середню школу з 1954 по 1962 рік. Він залишив школу без диплома. З 1962 по 1965 рік — солдат Червоної Армії в Паланзі (Литва). Потім почалася його письменницька та журналістська кар'єра.
У 1958 році Каллас дебютував як короткий прозаїк в естонських газетах. Після кількох коротших прозових текстів і молодіжної літератури в 1964 році з'явився його перший роман Так багато сонця.
У 1965/66 роках Каллас був літературним редактором на Естонському телебаченні, а потім приєднався до редакції культурологічного журналу Looming у 1968—1970 роках. Потім Каллас писав для естонських газет. Зокрема, він був редактором у газетах Vaba Maa, Sõnumileht та Postimees.
У 1969 році Каллас був заарештований КДБ, який звинуватив його в антирадянській пропаганді. Кілька місяців він провів у в'язниці. Там він написав свій сюрреалістичний роман Дзвенить-дзвенить…, який був опублікований у 1972 році. У 1972 році вступив до Спілки письменників Естонії. У 1980-х роках був членом правління Спілки письменників.
Роман Калласа Церква Святого Миколая був написаний між 1967 і 1972 роками, а в переробленому і доповненому двотомному виданні з'явився лише після падіння радянської влади в Естонії в 1990 році: «Роман є типовим описом „втраченого покоління“, яке втрачає свої мрії та ідеали і руйнує себе, і як такий був документом періоду після 1968 року. Однак його неопублікування на початку 1970-х років було зумовлене радше інерцією автора, ніж цензурою, адже внутрішня критика аж ніяк не була дошкульною чи непереборною. Каллас просто переключився на інші речі, тому роман залишився незавершеним».
Тіт Каллас також написав кілька радіоп'єс і сценаріїв для телевізійних фільмів і серіалів, а з 1996 року також для успішного телесеріалу Удачі 13. Перекладав також прозу з російської (Василя Аксьонова, Олександра Гріна) та англійської (Стівена Кінга) мов.
З 1979 по 1990 рік Каллас належав до КПРС. У період потрясінь між розпадом Радянського Союзу та відновленням незалежності Естонії він був співголовою парламентської фракції руху демократичної опозиції Народного фтонту Естонії. Тоді Каллас був активним членом різних політичних партій. З 1998 року безпартійний.

## Художні твори (вибірка)
- Так багато сонця (роман, 1964)
- Дивне світло тротуарів (збірка оповідань, 1968)
- Кривава подушка (збірка оповідань, 1971)
- Тіні на веселці (оповідання для юнацтва, 1972)
- Дзвенить, дзвенить… (роман, 1972)
- Чотири розмови про кохання (драма, 1972)
- Останнє вбивство (збірка оповідань, 1975)
- Вечірнє світло (збірка оповідань, 1977)
- Справа інженера Паберіта (збірка оповідань, 1977)
- Коридор (роман, 1979; екранізація 1981)
- Залізна вулиця (роман, 1979)
- Маленькі коники під яскравою веселкою (Erzählungen, 1980)
- Агов, ви там! (Збірка оповідань, 1980)
- Враження з літературного пейзажу (1963—1981, 1982)
- Камін Арві (збірка оповідань, 1982)
- Спрага (роман, 1983)
- Нічні мікрорайони (романи та оповідання 1979—1983 років, 1985)
- Хто дрейфує до нічного поїзда (сатиричний роман, 1988)
- Церква Святого Миколая (роман у двох томах, 1990)
- Жінка на леві (лірична антологія 1961—1989 років, 1990))
- Прощавайте, пане Шекспір (сатиричний роман, 1995)
- Рука (готичний роман, 1997)

## Особисте життя
Тіїт Каллас пов'язаний із журналісткою та перекладачем, яка народилася у Веймарі Аллою Каллас (* 1946) одружений. Він є старшим братом естонського графіка та коміксиста Олімара Калласа (1929—2006).
Тіїт Каллас живе в Лауласмаа на естонському узбережжі Балтійського моря.

## Веб-посилання
- Біографія та творчість (Естонський літературно-інформаційний центр)
- Твори Теета Калласа, які зберігаються в Національній бібліотеці Естонії